# Jojoushi
Jojoushi è un brano musicale del gruppo musicale giapponese de L'Arc~en~Ciel, pubblicato come quarto singolo estratto dall'album Awake, il 18 maggio 2005. Il singolo ha raggiunto la prima posizione della classifica Oricon dei singoli più venduti in Giappone, rimanendo in classifica per sette settimane e vendendo 145 718 copie. Il video musicale di Jojoushi è stato nominato ai Japan Media Arts Festival 2005.

## Tracce
CD Singolo KSCL-833
1. Jojoushi (叙情詩; Ode)
2. HEAVEN'S DRIVE 2005
3. Jojoushi (hydeless version)
4. HEAVEN'S DRIVE 2005 (TETSU P'UNKless version)

Durata totale: 17:56

## Classifiche
| Classifica (2005) | Posizione più alta |
| ----------------- | ------------------ |
| Giappone (Oricon) | 1                  |